# Pseudoanthidium circinatum
Pseudoanthidium circinatum is een vliesvleugelig insect uit de familie Megachilidae. De wetenschappelijke naam van de soort is voor het eerst geldig gepubliceerd in 2004 door Wu als Bathanthidium circinatum